# منحول
منحول، قول، نظر یا کتابی است که به کسی نسبت داده شود ولی از او نباشد.

## تاریخچه
حکمای دورهٔ اسلامی کتاب‌هایی را به ارسطو منسوب می‌داشتند که محتویات آن‌ها را با روش ارسطویی منطبق نمی‌نمود، و چون این کتاب‌ها را از آثار او می‌پنداشتند، بسیاری از اندیشه‌های افلاطونی و فیثاغوری و نوافلاطونی را با فلسفهٔ او درآمیختند. ازجملهٔ این کتب، کتاب خیر محض است با تمایلات فلوطینی، و کتاب التفاحه (سیب) که در آن از خُلودِ نفْس و عدم اختلاف حقیقی میان فضیلت و معرفت با رذیلت و جهل ــ که از اندیشه‌های سقراط است ــ سخن رفته‌است.

## نمونه‌ها
از مشهورترین کتبی که به خطا به ارسطو نسبت داده شده، کتاب ربوبیت است. این کتاب قسمتی از "تاسوعات" افلوطین است، که تعالیم ارسطو و نوافلاطونیان با تعالیم اسکندر افرودیسی را به هم درآمیخته و در فلسفه اسلام بیش از آثار ارسطو مؤثر بوده‌است. این تأثیر به خوبی در کتب فارابی و ابن سینا و ابن رشد مشهود است. معروف است که حکمای اسکندریه می‌خواستند میان افلاطون و ارسطو و رواقیان وفق دهند، حکمای دوره اسلامی نیز چنین اندیشه‌ای داشتند و این فکر را به فلسفه مسیحیت در قرون وسطی داخل کردند. کتاب ربوبیت از جنبه دیگر، یعنی از جنبه تصوف نیز در افکار مسلمانان تأثیر داشت. سریانیان اولین کسانی بودند که این کتب را به ارسطو نسبت دادند. بومشتارک گوید، کتاب ربوبیت از سریانی به عربی ترجمه شده، نه از یونانی.